# Mirni (Yegorlykskaya, Rostov)
Mirni (del ruso: Мирный) es un jútor del raión de Yegorlykskaya del óblast de Rostov de Rusia. Está situado a orillas del río Grúzskaya, afluente por la derecha del río Kavalerka, tributario del Yeya, 25 km al suroeste de Yegorlykskaya y 106 km al sureste de Rostov del Don, la capital del óblast. 
Es cabeza del municipio Balko-Grúzskoye, al que pertenecen asimismo Tavrichanka, Balko-Gruzski, Gaidamachka y Sovetski.